# Kabinett Janukowytsch I

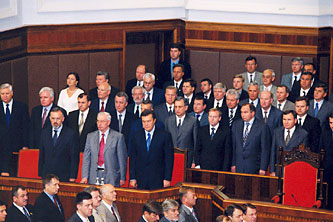
Das Kabinett 2004

Das erste Ministerkabinett Janukowytsch (ukrainisch Перший уряд Віктора Януковича) war die erste Regierung der Ukraine unter dem Ministerpräsidenten Wiktor Janukowytsch. Sie wurde am 21. November 2002 nach der Parlamentswahl in der Ukraine 2002 mit 234 Stimmen durch die Werchowna Rada eingesetzt und bestand bis zum 5. Januar 2005.
Die Regierung setzte sich aus den Koalitionspartnern Partei der Regionen, Vereinte Sozialdemokratische Partei der Ukraine, und der Trudowa Ukrajiny zusammen.

## Zusammensetzung des Kabinetts
| Portfolio                                                         | Minister                                                     | Foto | Bemerkung                                 |
| ----------------------------------------------------------------- | ------------------------------------------------------------ | ---- | ----------------------------------------- |
| Ministerpräsident                                                 | Wiktor Janukowytsch                                          |      |                                           |
| Erster stellvertretender Ministerpräsident, Minister für Finanzen | Mykola Asarow                                                |      |                                           |
| Vizeministerpräsident                                             | Witalij Hajduk                                               |      |                                           |
| Vizeministerpräsident                                             | Dmytro Tabatschnyk                                           |      |                                           |
| Vizeministerpräsident                                             | Iwan Kyrylenko (Іван Григорович Кириленко)                   |      |                                           |
| Außenminister                                                     | Anatolij Slenko                                              |      | Oktober 2000 bis September 2003           |
| Außenminister                                                     | Kostjantyn Hryschtschenko                                    |      | vom 2. September 2003 bis 3. Februar 2005 |
| Innenminister                                                     | Jurij Smyrnow (Юрій Олександрович Смирнов)                   |      |                                           |
| Minister für Wirtschaft und europäische Integration               | Walerij Choroschkowskyj                                      |      |                                           |
| Verteidigungsminister                                             | Wolodymyr Schkidtschenko (Володимир Петрович Шкідченко)      |      |                                           |
| Justizminister                                                    | Oleksandr Lawrynowytsch (Олександр Володимирович Лавринович) |      |                                           |
| Landwirtschaftsminister                                           | Serhij Ryschuk (Сергій Миколайович Рижук)                    |      |                                           |
| Gesundheitsminister                                               | Andrij Pidajew (Андрій Володимирович Підаєв)                 |      |                                           |
| Minister für Arbeit und Sozialpolitik                             | Mychailo Papijew (Михайло Миколайович Папієв)                |      |                                           |
| Katastrophenschutzminister                                        | Hryhorij Rewa (Григорій Васильович Рева)                     |      |                                           |
| Minister für Kultur und Kunst                                     | Jurij Bohuzkyj (Юрій Петрович Богуцький)                     |      |                                           |
| Minister für Umwelt und natürl. Ressourcen                        | Wassyl Schewtschuk (Василь Якович Шевчук)                    |      |                                           |
| Verkehrsminister                                                  | Heorhij Kirpa                                                |      |                                           |
| Minister für Brennstoffe und Energie                              | Serhij Jermilow (Сергій Федорович Єрмілов)                   |      |                                           |
| Minister für Industriepolitik                                     | Anatolij Mjalyzja (Анатолій Костянтинович М'ялиця)           |      |                                           |
| Bildungsminister                                                  | Wassyl Kremen (Васи́ль Григо́рович Кре́мень)                    |      |                                           |